# Tf-idf-Maß
Das Tf-idf-Maß (von englisch term frequency ‚Vorkommenshäufigkeit‘ und inverse document frequency ‚inverse Dokumenthäufigkeit‘) ist ein statistisches Maß, das im Information Retrieval zur Beurteilung der Relevanz von Termen in Dokumenten einer Dokumentenkollektion eingesetzt wird.
Mit der so errechneten Gewichtung eines Wortes bezüglich des Dokuments, in welchem es enthalten ist, können Dokumente als Suchtreffer einer wortbasierten Suche besser in der Trefferliste angeordnet werden, als es beispielsweise über die Termfrequenz allein möglich wäre.

## Vorkommenshäufigkeit
Die Vorkommenshäufigkeit (auch Suchwortdichte genannt)  {\displaystyle \operatorname {\#} (t,D)} gibt an, wie häufig der Term {\displaystyle t} im Dokument {\displaystyle D} vorkommt. Ist beispielsweise das Dokument {\displaystyle D_{i}} der Satz
Das rote Auto hält an der roten Ampel.
dann ist {\displaystyle \operatorname {\#} ({\text{rot}},D_{i})=2.}
Um eine Verzerrung des Ergebnisses in langen Dokumenten zu verhindern, ist es möglich, die absolute Vorkommenshäufigkeit {\textstyle \operatorname {\#} (t,D)} zu normalisieren.
Dazu wird die Anzahl der Vorkommen von Term {\displaystyle t} in Dokument {\displaystyle D} durch die maximale Häufigkeit eines Terms in {\displaystyle D} geteilt und man erhält die relative Vorkommenshäufigkeit {\displaystyle \operatorname {tf} (t,D)}.
{\displaystyle \operatorname {tf} (t,D)={\frac {\#(t,D)}{\max _{t'\in D}\#(t',D)}}}
Andere Ansätze verwenden die Boolesche Häufigkeit (d. h., es wird nur geprüft, ob das Wort vorkommt oder nicht), oder eine logarithmisch skalierte Häufigkeit.

## Inverse Dokumenthäufigkeit
Die inverse Dokumenthäufigkeit misst die Spezifität eines Terms für die Gesamtmenge der betrachteten Dokumente. Ein übereinstimmendes Vorkommen von seltenen Begriffen ist für die Relevanz aussagekräftiger als eine Übereinstimmung bei sehr häufigen Wörtern (z. B. "und" oder "ein").
Die inverse Dokumentfrequenz {\displaystyle \operatorname {idf} (t)} eines Terms {\displaystyle t} hängt nicht vom einzelnen Dokument, sondern vom Dokumentkorpus (der Gesamtmenge aller Dokumente im Retrievalszenario) ab:
{\displaystyle \operatorname {idf} (t)=\log {\frac {N}{\sum _{D:t\in D}1}}}
Hier ist {\displaystyle N} die Anzahl der Dokumente im Korpus und {\textstyle \sum _{D:t\in D}1} die Anzahl der Dokumente, die Term {\displaystyle t} beinhalten.

## TF-IDF
Das Gewicht {\displaystyle \operatorname {tf} .\operatorname {idf} (t,D)} eines Terms {\displaystyle t} im Dokument {\displaystyle D} ist dann nach TF-IDF das Produkt der Termhäufigkeit mit der inversen Dokumentenhäufigkeit (Spärck Jones, 1972):
{\displaystyle \operatorname {tf-idf} (t,D)=\operatorname {tf} (t,D)\cdot \operatorname {idf} (t)}
In den meisten Anwendungen dürfte es sinnvoll sein, dass ein vielfaches Vorkommen eines Terms nicht auch in gleichem Maße zur Relevanz beiträgt. In der Praxis wird der TF-Wert daher in der Regel normalisiert.

## Tf-lag-idf
Die Analyse der zeitabhängigen Relevanz von Termen wird durch das Konzept des tf-lag-idf möglich. Das Gewicht {\displaystyle \operatorname {tf-lag-idf} (t,J,n,D)} eines Terms {\displaystyle t} im Dokument {\displaystyle D} und Jahr {\displaystyle J} mit lag {\displaystyle n} (lag als Begriff für Verzögerung im Englischen) ist nach tf-lag-idf das Produkt der Termhäufigkeit mit der verzögerten inversen Dokumenthäufigkeit:
{\displaystyle \operatorname {tf-lag-idf} (t,J,n,D)=\operatorname {tf} (t,J,D)\cdot \operatorname {lag-idf} (t,J-n)}
Um eine Division durch Null zu vermeiden, wird das lag-idf-Gewicht auf einen hohen Wert festgelegt, wenn die Dokumenthäufigkeit gleich Null ist.